# Ózon
|  |  |

|  |  |

Az ózon (O3) három oxigénatomból álló instabil molekula, amelyet Christian Friedrich Schönbein fedezett fel 1840-ben. Neve a görög „ozein”=„rossz szagot árasztó” szóból származik.
Erős oxidáló és fertőtlenítő hatású.

## Tulajdonságai
Az ózon a normál oxigén (O2) allotróp módosulata. Szúrós szagú, mérgező gáz.
Standard hőmérsékleten és nyomáson (nagy tömegben) halványkék árnyalatú. –112 °C alatt sötétkék folyadék, –193 °C alatt sötétkék kristály.
Az egyik legerősebb oxidálószer. Instabil: közönséges oxigénmolekulára (O2) és egyatomos, rendkívül reagens, úgynevezett naszcensz oxigénre bomlik. Ha oxidálható anyagokkal érintkezik, a bomlás már alacsony hőmérsékleten is robbanásszerű. 
Rendkívül mérgező. Toxikus hatását elsősorban a telítetlen zsírsavak oxidatív bontása okozza, ami különösen E-vitamin-hiány esetén erőteljes.
Szagát – ami még 500-ezerszeres hígításban is érezhető – rendszerint a klóréhoz hasonlónak találják, de koncentrációjától függően szegfű-, széna-, kén-dioxid- vagy nitrózusgáz-illatúnak is érezhetjük.

### Fertőtlenítő hatása
Az ózon az egyik legerősebb oxidáló és fertőtlenítő anyag, ami a vízben lévő mikroorganizmusoktól függően 600–3000-szer hatékonyabb fertőtlenítő hatású, mint a klór. Ha kapcsolatba kerül bármiféle mikroorganizmussal, mint például baktériumokkal, vírusokkal, penésszel, gombával, szagot okozó elemekkel, vagy oldott oxidálható ásványi anyagokkal, akkor egyszerűen megsemmisíti (eloxidálja) azt, vagy csapadék formájában oxidálja és ezáltal kiszűrhetővé teszi, amit a telítődött szűrőanyagról időszakos visszamosatással lehet eltávolítani. Az oxidálási folyamat minden szerves anyagra ugyanúgy hat, ezért a mikroorganizmusok nem tudnak ellene immunitást szerezni, nem úgy, mint ahogy a hagyományos vegyszerekkel előfordulhat.

## Előfordulása
Megtalálható a talaj vegyületeiben, a vízben és az ózonpajzsban.
Villámcsapás közelében nagy mennyiségben keletkezik az ún. koronakisülés hatására. A Tesla-tekerccsel végzett kísérletek használatakor keletkező elektromos ívek is nagy mennyiségű ózont képesek előállítani. Továbbá minden 185 nm közeli hullámhosszú UV (UV-C) sugárzás is ózont fejleszt. A szoláriumcsövek többsége pl. éppen ezért speciális üvegburkolattal készül, ami ezt az UV-fény-hullámhosszt kiszűri, de a hétköznapi fénymásológépek is termelnek ózont, vagy akár a legtöbb halogénizzó is, csak igen kis mennyiségben. A metróban is termelődik ózon (érintkezési hibákból adódó szikrák miatt stb.).
A kereskedelemben is kapható hordozható ózontermelő készülék, amelyet hűtőszekrények, éléskamrák, gépkocsi-utasterek, légkondicionáló berendezések, vagy akár lakások helyiségeinek fertőtlenítésére is használható.

### Az ózon, mint szennyező
A földi légkör legalsó rétegében, a troposzférában az ózon az egészségre káros anyag, a szmog egyik összetevője, mely leginkább a nagy forgalmú városokat sújtja. Kialakulása többlépcsős folyamat. A felszínközeli ózon egy része a sztratoszférából származik, másik, nagyobb része a troposzférában keletkezik.
Első lépésként az energiafelhasználásból (ipar, közlekedés, háztartások) származó nitrogén-monoxidból nitrogén-dioxid keletkezik. Ezt a folyamatot a kipufogó gázok szénhidrogénjei, valamint a természetes eredetű szénhidrogének (terpének, izoprén) elősegítik, az ezekből keletkező szerves peroxi-vegyületek által. A nitrogén-dioxid napfény hatására elbomlik nitrogén-monoxiddá valamint atomos oxigénné (fotolízis). Az így keletkezett atomos oxigén egy oxigénmolekulával ózont alkot. Mivel az ózonkeletkezés függ a napsugárzás mértékétől, a maximális ózonkoncentráció a besugárzás maximumát (dél) követő néhány óra múlva tapasztalható. A folyamatban az ózonon kívül rendkívül mérgező peroxi-acetil-nitrát, valamint salétromsav is keletkezik. A felszínközeli ózonképződést elősegíti a száraz, meleg levegő, az erős napsütés és a nitrogén-oxidok, szénhidrogének, szén-monoxid magas koncentrációja. A városok felett, a nyári hónapokban kialakuló fotokémiai szmog képződésének egyik fő oka a gyenge légmozgás, mely megakadályozza a szennyezett levegő függőleges irányú keveredését és vízszintes irányú terjedését.
A troposzférikus ózon koncentrációja a napsugárzás csökkenésével párhuzamosan csökken, mivel keletkezésének mértékét felülmúlja oxidációs folyamatok általi bomlás. Az ózon egy része a felszíneken ülepszik, elsősorban a növények légzőnyílásain keresztül, de megkötődhet a talajon és a műtárgyakon is. A legkisebb ózonkoncentrációk általában napkelte idején mérhetők, majd a besugárzással párhuzamosan megindul az ózonképződés. Az ózonkoncentrációnak tehát jellegzetes napi menete van, általában kora délutáni maximummal és hajnali minimummal. Az évi menetet is a napsugárzás mértéke szabja meg, téli minimumot és nyári maximumot figyelhetünk meg, egy jellegzetes tavaszi másodmaximummal. Ez utóbbi jelenség oka a késő téli, kora tavaszi tropopauza-szakadás, aminek következtében a felső légrétegekből leáramló ózon mennyisége megnövekedik.
A felszínközeli ózon számos egészségi problémát okoz. Különösen veszélyesek és rákkeltők az ózon másodlagos reakciótermékei, részben igen reakcióképes szabad gyökök, melyek szintén erősen oxidatívak, illetve mérgezők (peroxi-acetil-nitrát, aldehidek, nitrát gyök stb.). Maró hatásuk révén izgatják a szemet és a nyálkahártyát. Tüdőbe kerülve már kis koncentráció mellett is légúti gyulladást okozhatnak. Emellett a tüdő kapacitásának valamint a fertőzésekkel szemben való ellenálló képesség csökkenéséért is felelősek.
Növények esetében a magas ózonszint a levelek károsodásához vezethet, a sejtfalak roncsolásán keresztül. Ezen felül gátolja a fotoszintézist és a gyökérlégzést is. Mindezek együttesen közrejátszhatnak a növények károsodásában, szélsőséges esetekben a pusztulásában.

## Az ózon és az emberi szervezet kapcsolata
Az emberek rendkívül érzékenyen reagálnak az ózonra. A fertőtlenítésre használt ózon töménysége 0,5–2,5 ppm (milliomodrész) között van. Az emberek 0,01 ppm ózonkoncentrációt szagról már érzékelnek. 0,01 ppm alatti ózonkoncentráció az Egészségügyi Minisztérium szerint[forrás?] semmilyen káros hatással nincs az emberi szervezetre maximum 10 órán át tartó érintkezés esetén. A minisztériumi forrás szerint minden kellemetlen tünet (kiszáradt száj, légutak irritációja) az ózonnal érintett terület elhagyása után rögtön elmúlik, mindennemű következmény nélkül.

## Története
A 19. században az emberek elkezdték hasznosítani az ózont fertőtlenítésre, vízkezelésre, gyógyításra, tisztításra, a táplálék frissen tartására. Száz év leforgása alatt pedig az emberek ózonhoz való kapcsolata és hozzáállása jelentősen megváltozott, és annak használata széles körben elterjedt. 1902-ben Németországban hozták létre az első olyan gyárat, amely a víz ózonnal történő fertőtlenítésére és tisztítására szakosodott. Azóta már sok vízműben alkalmaznak ózonos technológiát a víz tisztításának és fertőtlenítésének folyamatában.

## Ipari felhasználása
Használják vízkezelésre, szennyvíz és élelmiszer sterilizálására. A vegyipar és az élelmiszeripar hasznosítja.
Kísérletek alapján a fénykép-előhívásra használt folyadékok újrahasznosításánál is jó eredménnyel alkalmazható, továbbá ivóvíz tisztításnál a klórozás kiváltására is alkalmazzák.
Az ózon klímatisztításra nem alkalmas, de enyhén szennyezett, vagy tisztított klímák ideiglenes fertőtlenítésére használható.
Penész ellen, abban az esetben eredményes, amennyiben a penészedést kiváltó okot előzőleg megszüntették.
Hatékonyan használható szagtalanításra szilárd felületeken (szekrény, fal), azonban vastag szövetek és szivacsok belsejébe nem képes behatolni.